# Borghamn
Borghamn è un'area urbana della Svezia situata nel comune di Vadstena, contea di Östergötland.
La popolazione risultante dal censimento 2010 era di 149 abitanti .